# Naaktooglijster
De naaktooglijster (Turdus nudigenis) is een zangvogel uit de familie lijsters (Turdidae).

## Verspreiding en leefgebied
Deze soort telt twee ondersoorten:
- T. n. nudigenis: de Kleine Antillen, Trinidad en Tobago, Colombia, Venezuela en de Guyana's.
- T. n. extimus: noordelijk Brazilië.